# Division 1 (Bélgica) 1972-73
La Primera División de Bélgica 1972/73 fue la 70.ª temporada de la máxima competición futbolística en Bélgica.

## Tabla de posiciones
| Pos | Equipo                      | PJ | PG | PE | PP | GF | GC | Pts | DG  | Notas                                                |
| --- | --------------------------- | -- | -- | -- | -- | -- | -- | --- | --- | ---------------------------------------------------- |
| 1   | Club Brugge K.V.            | 30 | 17 | 11 | 2  | 53 | 26 | 45  | +27 | Clasificado a la Copa de Campeones de Europa 1973-74 |
| 2   | Standard Club Liégeois      | 30 | 12 | 14 | 4  | 45 | 25 | 38  | +20 | Clasificado a la Copa de la UEFA 1973-74             |
| 3   | Racing White                | 30 | 10 | 17 | 3  | 45 | 19 | 37  | +26 | Clasificado a la Copa de la UEFA 1973-74             |
| 4   | K Beerschot VAV             | 30 | 14 | 8  | 8  | 40 | 33 | 36  | +7  | Clasificado a la Copa de la UEFA 1973-74             |
| 5   | KV Mechelen                 | 30 | 10 | 16 | 4  | 37 | 28 | 36  | +9  |                                                      |
| 6   | RSC Anderlechtois           | 30 | 12 | 10 | 8  | 47 | 30 | 34  | +17 | Clasificado a la Recopa de Europa 1973-74            |
| 7   | Royal Antwerp FC            | 30 | 13 | 5  | 12 | 43 | 38 | 31  | +5  |                                                      |
| 8   | K Berchem Sport             | 30 | 11 | 9  | 10 | 28 | 28 | 31  | 0   |                                                      |
| 9   | Lierse S.K.                 | 30 | 10 | 11 | 9  | 43 | 43 | 31  | 0   |                                                      |
| 10  | RFC Liégeois                | 30 | 9  | 11 | 10 | 34 | 35 | 29  | -1  |                                                      |
| 11  | Cercle Brugge K.S.V.        | 30 | 9  | 10 | 11 | 33 | 44 | 28  | -11 |                                                      |
| 12  | Beringen FC                 | 30 | 8  | 10 | 12 | 28 | 39 | 26  | -11 |                                                      |
| 13  | K. Sint-Truidense V.V.      | 30 | 6  | 13 | 11 | 31 | 41 | 25  | -10 |                                                      |
| 14  | KFC Diest                   | 30 | 8  | 5  | 17 | 30 | 51 | 21  | -21 |                                                      |
| 15  | Royale Union Saint-Gilloise | 30 | 4  | 11 | 15 | 17 | 38 | 19  | -21 | Descenso a la Division II                            |
| 16  | Crossing Club Schaerbeek    | 30 | 3  | 7  | 20 | 20 | 56 | 13  | -36 | Descenso a la Division II                            |

PJ = Partidos jugados; PG = Partidos ganados; PE = Partidos empatados; PP = Partidos perdidos; GF = Goles a favor; GC = Goles en contra; Pts = Puntos; DG = Diferencia de goles